# ピテカントロプス (お笑い)
ピテカントロプスは、かつてプロダクション人力舎で活動していたお笑いコンビ。2014年5月23日解散。

## メンバー
- 大和田 匠（おおわだ たくみ、1982年3月10日（43歳） - ）
  - 茨城県筑西市出身。日本大学生物資源科学部中退。
  - 身長169cm。血液型はA型。
  - 特技は動体視力。趣味はお菓子を食べる、動物と戯れる、釣り、スキューバ。
  - コンビ解散後は、芸能界を引退している。

- 中村 聡（なかむら さとし、1981年12月22日（43歳） - ）
  - 茨城県筑西市出身。日本大学生物資源科学部中退。
  - 身長175cm。血液型はAB型。
  - 特技は掘出物をみつける。趣味は映画、音楽、嘘をつく。
  - 解散後はピン芸人「なかむらさとし」として活動後、2014年11月に増山緑（現・センス爆発女）とコンビ「アンパサンド」を結成[1]。
  - 2016年5月にコンビ名を「ハイパーポテンシャルズ」に改名。それと同時にポテンシャル聡と芸名を改めたが、2017年1月24日に解散[2]。その後は事務所を退社しており、作家など裏方での活動をメインに行っている。

## 略歴
- 小学生からの幼なじみで、小学校、中学校、高校、大学が一緒である。
- キングオブコント2009 2回戦進出
- キングオブコント2010 2回戦進出
- キングオブコント2011 準決勝進出
- キングオブコント2012 準決勝進出

## 芸風
- 主にコントを行う。代表作は「広辞苑」「信号待ち」「トートバッグマン」「ふえるわかめ」「山奥の宝くじ売り場」など。

## 出演

### TV番組
- オンバト+（NHK総合） 戦績0勝2敗 最高365KB
- 情報満喫バラエティ 週末にしたい10のこと!（日本テレビ）- 2011年11月12日、2012年5月12日・9月22日
- さまぁ～ZOO（テレビ東京） - 中村のみ
- 日曜ゴールデンで何やってんだテレビ（TBSテレビ）

### ライブ
- バカ爆走!（毎月1日から6日、ミニホール新宿Fu-）
- 人力舎ライブ「Spark」
- 若武者
- Simple Set LIVE
- K-PROプレミアムyard
- 漫才5・コント5
- ネタ通
- スペシャル☆オールスター
- 鬼ヶ島軍団vsラバーガールフレンズ
- ラバーガールフレンズトークライブ
- 新人内さまライブ
- 東京コントメン

他

### 単独ライブ
- わからない行列（2012年7月21日昼・夜2公演、新宿シアター・ミラクル）
- ぴょんぴょん（2013年6月22日昼・夜2公演、しもきた空間リバティ）